# Spitzels Knabenkraut
Spitzels Knabenkraut (Orchis spitzelii) ist eine Pflanzenart aus der Gattung Knabenkräuter (Orchis) in der Familie der Orchideen (Orchidaceae). Es gehört zu den sehr seltenen Orchideen Mitteleuropas; in Deutschland ist es lange ausgestorben, in Österreich und in der Schweiz ist nur je ein Fundort aktuell bestätigt.

## Beschreibung

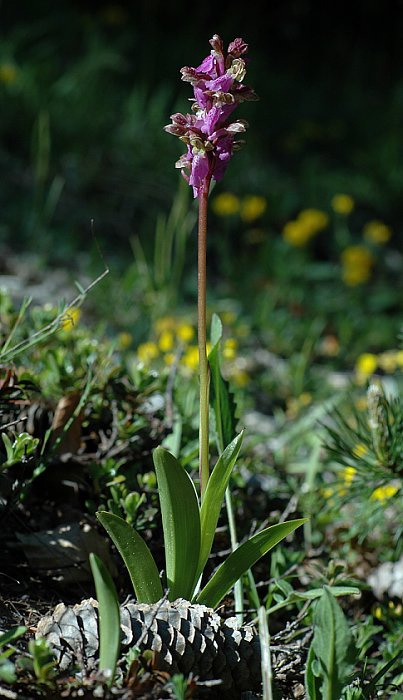
Habitus

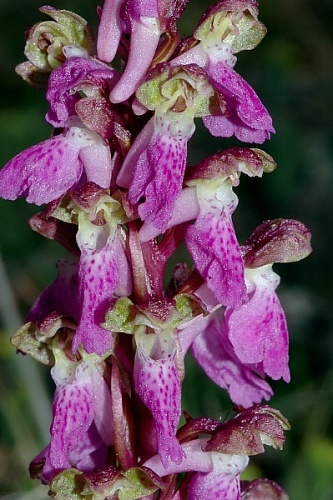
Ausschnitt aus dem Blütenstand

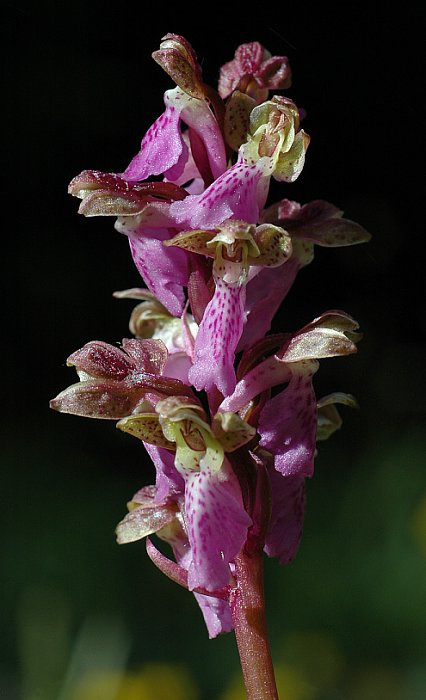
Blütenstand

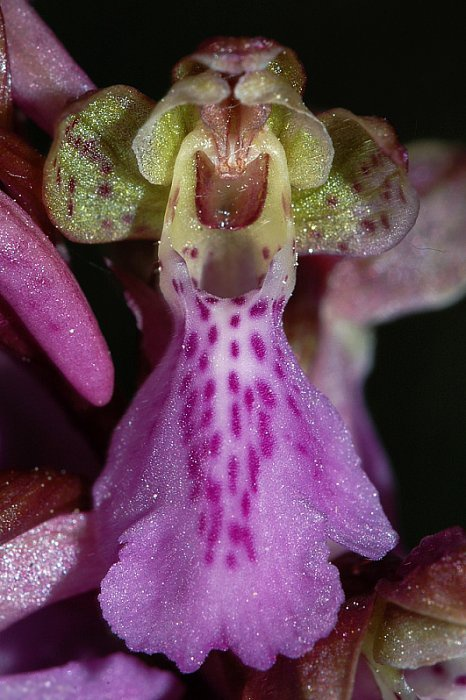
Zygomorphe Blüte frontal

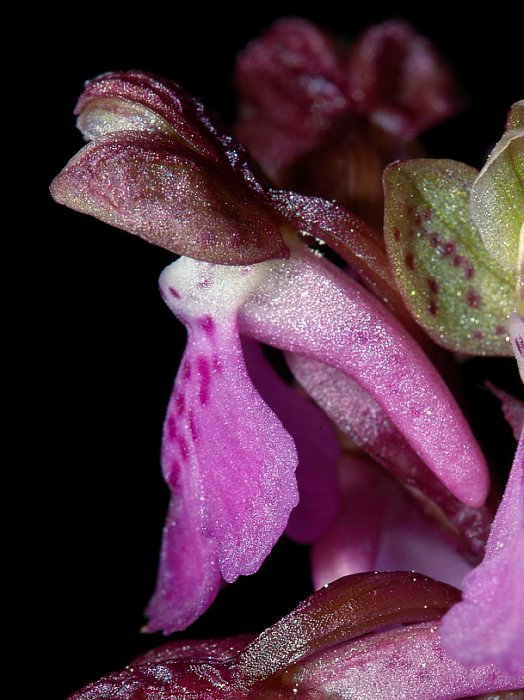
Zygomorphe Blüte seitlich

### Vegetative Merkmale
Spitzels Knabenkraut ist eine sommergrüne, ausdauernde, krautige Pflanze und erreicht Wuchshöhen von 14 und 35 Zentimetern. Dieser Geophyt bildet zwei relativ kleine, längliche bis kugelige Knollen als Überdauerungsorgane. Der kräftige, zylindrische Stängel ist grün und im oberen Bereich weinrot überlaufen.
Drei bis fünf abstehende bis fast aufrechte Laubblätter sind am Grund rosettig gehäuft, zwei bis vier kleinere weitere umfassen den Stängel scheidig. Die glänzende und ungefleckte Blattspreite ist bei einer Länge von 1,4 bis 3,6 Zentimetern sowie einer Breite von 3,5 bis 10 Zentimetern eiförmig bis lanzettlich.

### Generative Merkmale
Im zylindrischen und 3,5 bis 11 Zentimeter langen Blütenstand stehen mäßig dicht 8 bis 25 (selten bis zu 35) Blüten zusammen. Die Tragblätter sind häutig, rotviolett, etwa so lang wie der Fruchtknoten.
Die zwittrigen, zygomorphen, dreizähligen Blüten sind mittelgroß (im Vergleich zu anderen Arten der Gattung). Kelchblätter (Sepalen) und die seitlichen Kronblätter (Petalen) sind stumpf, olivgrün, außen violettbraun überlaufen, innen mit rotbraunen Strichen oder Punkten und bilden einen lockeren, die Säule bedeckenden Helm mit oft etwas abstehenden seitlichen Sepalen. Die Sepalen sind eiförmig, 7 bis 11 mm lang und 3 bis 5 mm breit. Die Petalen sind schief länglich und 5,5 bis 8 mm lang.
Die Lippe ist dreilappig mit an der Spitze ausgerandetem Mittellappen, 9 bis 14 mm lang und (ausgebreitet) 11 bis 18 mm breit und längsgefaltet. Sie ist rosa- bis purpurfarben, am Grund heller, und oft dicht mit dunkellila gefärbten Papillen besetzt, die bis in die Seiten- und Mittellappen reichen. Der Mittellappen ist breit spatelig, vorgezogen, 4 bis 5 mm lang, 7 bis 9 mm breit, am Rand oft gekerbt, länger als die Seitenlappen. Die Seitenlappen sind spatelig und zurückgeschlagen. Am Eingang zum Sporn sind zwei stufenförmige Schwielen ausgebildet. Der Sporn ist oft hell, kegelförmig-zylindrisch, 8 bis 9,5 mm lang und am Eingang 3,5 bis 4 mm dick, oft etwas gebogen, etwa so lang wie die Lippe und in Seitenansicht einen spitzen Winkel mit ihr bildend und fast so lang wie der Fruchtknoten.
Die Pollinarien sind lang gestielt und besitzen ein gemeinsames Klebscheibchen, aber getrennte Beutelchen. Die Samen messen 0,48 bis 0,56 mm × 0,15 bis 0,22 mm.
Die Blütezeit erstreckt sich je nach Region und Standort von Mai bis Juli.
Spitzels Knabenkraut ist diploid mit einer Chromosomenzahl von 2n = 40.

## Ökologie
Nach Untersuchungen an der verbliebenen österreichischen Population sind Schnee und die Winterkälte sowie eine frühkonstante Bodenfeuchtigkeit ausschlaggebend für die Blühfähigkeit eines Pflanzenexemplares. Sommerliche Trockenheit ist weniger relevant, da sie ohnehin in die Ruhephase der Pflanze fallen würde.
Die Bestäubung erfolgt in der Regel durch Hummeln und Wildbienen.

## Vorkommen, Naturschutz und Gefährdung

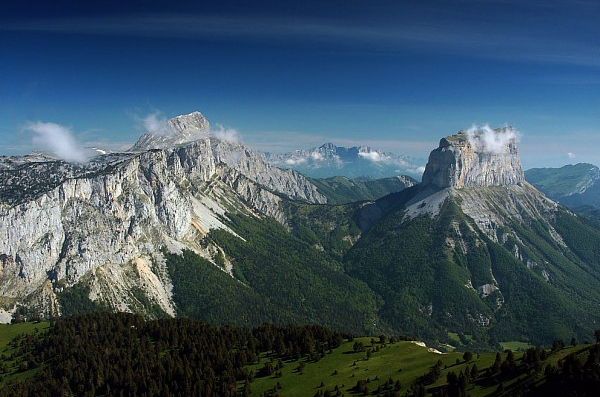
An den Abhängen der Berge im Vercors ist Spitzels Knabenkraut öfter anzutreffen.

Orchis spitzelii kommt von Europa bis zum Iran und in Nordafrika vor und ist eine Art mit hauptsächlich mediterran-montaner Verbreitung. Jedoch hat sie kein geschlossenes Verbreitungsgebiet, sondern ein disjunktes Areal mit z. T. sehr weit auseinander liegenden Fundorten. Im mediterranen Raum gibt es auch noch einige ähnliche und nah verwandte Arten. Im Norden ihres Areals zeigt sich die Art eher wärmeliebend, nach Süden hin weicht sie auf kühlere Standorte aus (höher gelegene Orte, Nordhänge). Gewisse Verbreitungsschwerpunkte der Art liegen in den französischen Südwestalpen (Vercors, Haute-Provence), und am italienischen Südalpenrand (Trentino) sowie in den iberischen Hochgebirgen und auf dem Balkan. Des Weiteren kommt Orchis spitzelii isoliert weitab vom Hauptareal auf der schwedischen Ostseeinsel Gotland vor. Man vermutet, dass diese inselartigen Vorkommen Reliktstandorte eines ehemals größeren Verbreitungsareals dieser entwicklungsgeschichtlich relativ alten Orchideenart sind.
In Deutschland ist die Art seit über 100 Jahren ausgestorben, in der Schweiz und in Österreich gibt es jeweils nur (noch) einen Fundort. Das einzige bekannte Vorkommen in Deutschland lag in Baden-Württemberg. Das historische Vorkommen am Nagolder Schlossberg ist belegt. Laut der Botanischen Zeitung 1845 wurde die Art vom Apotheker Öffinger dort gefunden. Als Ursache des Verschwindens liest man, dass sie „wegbotanisiert“ worden sei oder aber dass der Standort durch „Wegebau“ zerstört worden sei.
Nach Baumann und Künkele hat die Art in den Alpenländern folgende Höhengrenzen: Deutschland 480–490 Meter, Frankreich 600–1920 Meter, Schweiz 1800–2000 Meter, Österreich 700–1800 Meter, Italien 750–2000 Meter. In Europa liegen die Grenzen von 1 Meter in Gotland bis 2000 Meter; in der Türkei steigt sie sogar bis 2100 Meter Meereshöhe auf.
Auf der Insel Gotland wurde Orchis spitzelii bei seiner Entdeckung 1914 zunächst nicht erkannt, sondern vom Entdecker Thore Fries als „Orchis mascula in anderer Form, die an Orchis morio erinnert“ bezeichnet. Erst B. Petterson erkannte sie 1940 korrekt und beschrieb die gotländische Sippe als Orchis spitzelii var. gotlandica.
Die Standorte dieser Art sind regional sehr unterschiedlich. Sie tritt in montanen Kiefern-, Buchen- und Mischwäldern auf oder wächst auf Almwiesen sowie steinigen bis felsigen und vegetationsarmen Berghängen. Spitzels Knabenkraut gilt als kalkstet. In den Alpen ist die Art zwischen etwa von 800 bis 1800 m ü. NN verbreitet, auf Gotland (Schweden) kommt sie jedoch auf Meereshöhe vor. An seinen Wuchsorten ist Orchis spitzelii oftmals die einzige Orchideenart.
Die ökologischen Zeigerwerte nach Landolt et al. 2010 sind in der Schweiz: Feuchtezahl F = 2w (mäßig trocken aber mäßig wechselnd), Lichtzahl L = 4 (hell), Reaktionszahl R = 4 (neutral bis basisch), Temperaturzahl T = 2+ (unter-subalpin und ober-montan), Nährstoffzahl N = 2 (nährstoffarm), Kontinentalitätszahl K = 5 (kontinental).
Wie alle in Europa vorkommenden Orchideenarten steht auch Spitzels Knabenkraut unter strengstem Schutz europäischer und nationaler Gesetze.
- Rote Listen:

- Rote Liste Deutschland: 0
  - Rote Liste Bundesländer: Baden-Württemberg: 0

- Rote Liste Schweiz: CR (Critically Endangered – vom Aussterben bedroht)
- Rote Liste Österreich: keine Angabe verfügbar.

## Systematik
Der heute noch gültige Erstbeschreibungsname (Basionym) ist Orchis spitzelii Saut. ex W.D.J.Koch (1837).
Ein Synonym ist Orchis patens subsp. spitzelii (Saut. ex W.Koch) Á.Löve & Kjellq. 1973.
Spitzels Knabenkraut wurde 1835 vom Forstrat Anton von Spitzel (1807–1853) aus München im Land Salzburg (Österreich) entdeckt und 1837 ihm zu Ehren als Orchis spitzelii von Anton Eleutherius Sauter in der Synopsis florae germanicae et helveticae von Wilhelm Daniel Joseph Koch benannt. Das Art-Epitheton spitzelii ist eine latinisierte Benennung und ehrt den Entdecker.
Innerhalb der Gattung  Orchis gehört Orchis spitzelii in den Verwandtschaftskreis der „Patentes“. Außer Orchis spitzelii gehören dazu einige mediterrane Arten wie Orchis anatolica (Türkei), Orchis bungii (Iran), Orchis canariensis (Kanaren), Orchis cazorlensis (Spanien), Orchis patens (Atlas, Ligurien) und Orchis prisca (Kreta) mit kleineren Verbreitungsgebieten. Nach Rafaël Govaerts werden Orchis bungii, Orchis prisca und Orchis cazorlensis als Unterarten zu Orchis spitzelii gestellt.

### Unterarten, Varietäten, Hybriden
Nach World Checklist of Selected Plant Families kann man folgende Unterarten unterscheiden:
- Orchis spitzelii subsp. cazorlensis (Lacaita) D.Rivera & Lopez Velez (Syn.: Orchis cazorlensis Lacaita, Orchis laxiflora subsp. cazorlensis (Lacaita) O.Bolòs & Vigo): Sie kommt in Spanien, auf den Balearen und in Marokko vor.[7]
- Orchis spitzelii subsp. nitidifolia (W.P.Teschner) Soó (Syn.: Orchis patens subsp. nitidifolia W.P.Teschner, Orchis prisca Hautz.): Dieser Endemit kommt nur auf Kreta vor.[7]
- Orchis spitzelii subsp. spitzelii (Syn.: Orchis bungii Hautz., Orchis spitzelii var. gotlandica B.Pett. 1940, Orchis spitzelii subsp. gotlandica (B.Pett.) Á.Löve & D.Löve 1948): Sie kommt vom nordöstlichen Spanien bis zum Iran, im nördlichen Algerien und auf der Insel Gotland vor.[7] Die gotländische Sippe wird entweder als Varietät (Orchis spitzelii var. gotlandica) oder als  Unterart (Orchis spitzelii subsp. gotlandica) bezeichnet. Da die Unterschiede zur Nominatform nicht besonders ausgeprägt sind, neigt man eher zu Einstufung als Varietät.

Die Hybridisierung mit anderen Orchideenarten ist möglich, als Hybriden sind beschrieben (u. a. nach G. Blaich):
- Orchis ×algeriensis B.Baumann & H.Baumann 2005 (Orchis patens × Orchis spitzelii)
- Orchis ×amsittenii Hautz. 1980 (Orchis mascula × Orchis spitzelii)
- Orchis ×elsarocchiae Archamb. (Orchis purpurea × Orchis spitzelii)
- Orchis ×klopfensteiniae P. Delforge 1994 (Orchis pallens × Orchis spitzelii)
- Orchis ×petterssonii G.Keller 1947 (Orchis mascula × Orchis spitzelii)
- Orchis ×tingitania Hautz. (Orchis provincialis × Orchis spitzelii)
- Orchis olbiensis × Orchis spitzelii